# Dragiša Drobnjak
Dragisa Drobnjak , né le 5 novembre 1977 à Kranj en Yougoslavie, est un joueur slovène de basket-ball évoluant au poste d'ailier fort.